# Key (Spieleentwickler)

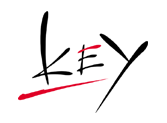
Logo von Key

Key ist ein japanischer Spieleentwickler unter dem Publisher Visual Art’s und bekannt für seine dramatischen und handlungsorientierten Ren’ai-Adventures.
Keys Debütwerk Kanon kombinierte eine komplexe Handlung mit moderner Anime-Grafik und stimmungsvoller Musik. Das zweite Spiel Air hatte eine ähnliche, wenn nicht noch komplexere Handlung als Kanon und eine bessere Spielmechanik. Sowohl Kanon als auch Air wurden ursprünglich als Erogē veröffentlicht, besaßen aber auch Konsolenportierungen für Dreamcast, PlayStation 2 und PlayStation Portable die für alle Altersklassen freigegeben waren. Bis Juli 2007 veröffentlichte Key neun Spiele und arbeitete mit Interchannel und Prototype für Konsolenportierungen zusammen.
Die Soundtracks zu den Spielen werden von dem hauseigenen Plattenlabel Key Sounds Label veröffentlicht. Es werden aber auch Alben veröffentlicht, die nicht direkt mit Keys Werken zu tun haben, z. B. zwei Alben von Lia und eines von eufonius. Die Komponisten der Alben sind Angestellte von Key, wie Jun Maeda und Shinji Orito.
Mit Kanon, Air, Clannad, Little Busters!, Planetarian und Rewrite wurden sechs Werke von Key als Anime umgesetzt. Die erste Fernsehserie zu Kanon sowie die Filme zu Air und Clannad wurden von Toei Animation verfilmt, die Fernsehserie zu Air, die zweite zu Kanon und die Fernsehserie zu Clannad von Kyōto Animation. Die Umsetzung von Little Busters! übernahm J.C.Staff.

## Geschichte
Vor der Gründung von Key arbeiteten dessen Gründungsmitglieder für den Erogē-Ren’ai-Adventure-Entwickler Tactics. An der Produktion von dessen erstem Spiel Dōsei arbeiteten vier spätere Key-Gründungsmitglieder: Itaru Hinoue als künstlerischer Leiter, Shinji Orito als Komponist, Miracle Mikipon und Shinory als Grafiker. Nach Dōsei schloss sich der Rest der Gründungsmitglieder an und arbeitete an zwei weiteren Spielen: Moon. und One – Kagayaku Kisetsu e. Nach der Veröffentlichung von One am 26. Mai 1998 gingen diese Entwickler zu Visual Art’s, wo sie Key formten, dessen Name durch Mehrheitsentscheid entstand.
Ihr Erstlingswerk Kanon wurde am 4. Juni 1999 als Erogē veröffentlicht, wobei dennoch die Sexszenen auf ein Minimum beschränkt wurden. Der Spieler sollte sich dadurch auf die Handlung, die Grafik und die Musik konzentrieren, was zu dieser Zeit außergewöhnlich war.
Ein Jahr später am 8. September 2000 veröffentlichte Key mit Air, ebenfalls ein Erogē mit ähnlicher Erzählweise, sein zweites Spiel.
Das dritte Spiel Clannad wurde direkt für alle Altersklassen veröffentlicht. Ursprünglich für 2002 angekündigt, verzögerte sich die Veröffentlichung auf den 28. April 2004.
Sieben Monate später, veröffentlichte Key sein kürzestes Spiel, Planetarian: Chiisana Hoshi no Yume, am 29. November 2004. Im Gegensatz zu Keys vorherigen Spielen, läuft Planetarian linear ab, erfordert keine Entscheidungen vom Benutzer, der einfach nur die Geschichte genießen soll. Dieses Konzept wurde als Kinetic Novel bezeichnet.
Das fünfte Spiel Tomoyo After – It’s a Wonderful Life war wieder ein Erogē und wurde am 25. November 2005 veröffentlicht. Das Spiel war als Nachfolger von Clannad gedacht um die von der Sexzenen-freien Fassung von Clannad enttäuschten Fans zu besänftigen. Es stellte die Heldin aus Clannad Tomoyo Sakagami in den Vordergrund.
Little Busters! (リトルバスターズ!, Ritoru Basutāzu!), das sechste Spiel, wurde am 27. Juli 2007 wieder für alle Altersklassen veröffentlicht, jedoch folgte eine weitere Fassung namens Little Busters! Ecstasy (リトルバスターズ! エクスタシー, Ritoru Basutāzu! Ekusutashī) am 25. Juli 2008 mit zusätzlichem Erogē-Inhalt, Handlung und Grafiken. Basierend auf der Handlung um die Figur Kudryavka Noumi in letzterem Spiel erschien am 25. Juni 2010 das Spin-off Kud Wafter (クドわふたー, Kudo Wafutā), das ebenfalls ab 18 war.
Zum 10-jährigen Jubiläum erschien die Key 10th Memorial Box, die die Spiele Kanon, Air, Clannad, Planetarian, Tomoya After und Little Busters! Ecstasy enthielt, jeweils in jugendfreien Fassungen.
Das vorerst letzte Spiel Rewrite wurde am 1. April 2008 angekündigt und erschien am 24. Juni 2011. Dieses war wieder für alle Altersstufen gedacht. Eine Fortsetzung, Rewrite Harvest festa!, ist für den 27. Juli 2012 geplant.
2013 wurde Angel Beats!-1st beat- als Adaption des Anime Angel Beats! von Jun Maeda angekündigt und soll am 26. Juni 2015 erscheinen. Jun Maeda begann dabei nach der Ausstrahlung im Jahr 2010 das Szenario für das Spiel zu schreiben. Es soll in 6 Episoden eingeteilt sein und die erste soll die ersten 10 Episoden des Anime beinhalten – dazu kommen noch die Routen für Iwasawa, Matsushita und Yui.

### Key Sounds Label
2001 schuf VisualArt’s das Plattenlabel Key Sounds Label (KSL). Ab diesem Zeitpunkt von Key veröffentlichte Alben und Singles erschienen bei diesem Label, was somit 2 vorher veröffentlichte Alben und eine Single ausschließt. Das erste Album war Humanity…, dessen einzige Verbindung zu Werken von Key darin besteht, das es einen Remix des Vorspanntitels von Air enthält. Die Alben dieses Labels stammen von den Hauskomponisten von Key: Jun Maeda, Shinji Orito und Magome Togoshi. Drei Singles enthalten Lieder der Sängerin Lia und ein Album, Love Song, von Riya von eufonius. Weiterhin wurden drei Hörspiel-CDs veröffentlicht.
Zum 10-jährigen Bestehen von Key wurde am 10. Mai 2008 in Tokio und später nochmal am 17. Mai 2008 in Osaka ein Konzert namens KSL Live World 2008 – Way to the LittleBusters! EX veranstaltet. Die Konzerte dauerten zweieinhalb Stunden mit Stücken von Lia, Rita, Chata und Tomoe Tamiyasu, die vorher schon auf Singles und Alben des Labels erschienen.

### Comiket
Key ist ein aktiver Teilnehmer der Comiket, einer jedes Jahr im August und Dezember stattfindenden Comic Convention, seit der Comiket 57 im Dezember 1999, wo sie Produkte zu Kanon (damals ihrem einzigen Werk) verkauften. Die ersten Produkte zu Air wurden auf der Comiket 59 im Dezember 2000 verkauft. Typische Produkte schließen Postkarten, Telefonkarten, Kalender, Poser und Alben ein und beziehen sich auf deren Werke.
Key nimmt durch VisualArt’s zusammen mit anderen Marken unter VisualArt’s im Allgemeinen an der Winter-Comiket teil, teilweise aber auch zur Sommer-Comiket, wie zur Comiket 70 im August 2006, wo Produkte zu Planetarian: Chiisana Hoshi no Yume verkauft wurden. Die Produkte kosten zwischen 3.000 und 5.000 Yen. Dies schließt auch Alben von Keys Plattenlabel Key Sounds Label ein, das mit der Comiket 60 im August 2001 mit den ersten beiden Alben des Labels Humanity… und Natsukage / Nostalgia anfing diese auf der Comiket zu vertreiben. Für zum Ende einer Comiket unverkaufte Produkte einer Marke von VisualArt’s, richtete VisualArt’s eine Bestellwebsite ein. Nach der Comiket 73 im Dezember 2007 gab VisualArt’s am 4. März 2008 bekannt, Bestellungen anzunehmen, nur um 10 Tage später am 10. März zu vermelden, das alle Produkte von Key zur Comiket verkauft wurden.

### Key Radio
Key produziert eine Internet-Radiosendung namens Key Radio (Keyらじ, Key Raji), die am 13. Dezember 2007 erstmals ausgestrahlt wurde. Die Sendung wird moderiert von Shinji Orito und Itaru Hinoue von Key und einer Frau namens Chiro von Pekoe, einem anderen Spieleentwickler unter Visual Art’s. Zuhörer können ihre Meinung und Vorschläge zur Sendung und Fragen an das Moderatorentrio über ein Webformular zusenden. Die Sendungen können über Keys Website heruntergeladen werden und die ersten neun waren auch über das Blog der Radiosendung herunterladbar. Die Sendungen sind auch über Visual Art’s’ YouTube Visual Channel verfügbar.
Die ersten sechs Sendungen hatten 5 Ecken bzw. Teile, die mit Begrüßungen durch die Moderatoren anfingen und dann die Meinungen und Eindrücke der Zuhörer zur Sendung fortgeführt wurden. Danach kam ein lockeres Gespräch zwischen den Moderatoren, gefolgt von einem Abschnitt lobende Zuhörerbeiträge gegenüber Key durch die Moderatoren vorgelesen wurde. Die vierte Ecke beantwortete Zuhörerfragen und in der letzten spielte Orito Flöte, wobei die Zuhörer Liedervorschläge geben konnten. Mit der siebten Sendungen wurden zwei weitere Ecken hinzugefügt. In der ersten lasen die Moderatoren eigene oder von Zuhörern zugesandte Gruselgeschichten vor. Diese Ecke wurde auch aufgenommen, weil Hinoue solche Geschichten mag. In der zweiten Ecke nahm Hinoue Zusendungen der Zuhörer mit Beschreibungen für neue fiktive Charaktere und kombinierte mehrere von diesen. Während der Sendungen wurden Stücke von Soundtracks die bei Key Sounds Label erschienen im Hintergrund gespielt.

### Leaf, Key Keijiban
Am 26. Januar 2000 wurde ein Bulletin Board System (BBS) namens Leaf, Key Keijiban (leaf,key掲示板), Spitzname: Ha-Kagi Ita (葉鍵板, dt. „Blatt-Schlüssel-Brett“), eingerichtet, basierend auf dem Internetforum 2channel. Das Board hat seinen Ursprung in einem Streit in 2channels Videospiel-Board im Dezember 1999 wegen des Spiels Kizuato. Kizuato war ein frühes Spiel des Ren’ai-Adventure-Entwicklers Leaf. Schließlich gingen die Fans in 2channels Erogē-Board, wo gleichzeitig auch die Fans von Key wegen ihrer Diskussionen über Kanon und das bevorstehende Air gemieden wurden. Schließlich verließen beide Fangruppen 2channel und formierten sich im PINKchannel-Internetforum neu. Für November 2007 verzeichnete das BBS täglich ungefähr 1500 Einträge. Wie in 2channel ist anonymes Posten voreingestellt mit Nanashi-san dayomon (名無しさんだよもん, dt. „Anonymus dayomon“) als Namen. Dies ist eine Referenz auf die Protagonistin Mizuka Nagamori aus One – Kagayaku Kisetsu e, welche die Angewohnheit hat ihre Sätze mit da yo und mon zu beenden.

## Mitarbeiter
Jun Maeda war als Szenarioschreiber und Komponist für alle Werke von Key außer Planetarian tätig. In der Februar-2007-Ausgabe der Comptiq gab er bekannt, dass er nach Little Busters! nicht mehr als Szenarioschreiber tätig sein würde. Er blieb aber weiterhin Komponist. Itaru Hinoue war Künstlerische Leiterin bei Keys ersten drei Spielen. Na-Ga, ein Grafiker, arbeitete in den frühen Werken an den Hintergrundzeichnungen. Zusammen mit Hinoue wurde er Künstlerischer Leiter bei Little Busters!. Weitere Grafiker sind Mochisuke (餅介), Minimo Tayama (田山 みにも, Tayama Minimo) und Shinory (しのり〜, Shinorī). Keys Hauptkomponist Shinji Orito (折戸 伸治), arbeitet seit Kanon für den Spieleentwickler. Seitdem Maeda nicht mehr als Szenarioschreiber tätig ist übernahm Yūto Tonokawa diese Aufgabe und arbeitete mit Little Busters! die Handlung seines Erstwerks aus. Er übernahm ebenfalls die Rolle des Szenarioschreibers in Rewrite.

### Andere
Kazuki Fujii (藤井 和貴) half beim Szenario zu Air als Szenario-Assistent. Ēji Komatsu (駒都 えーじ) war Künstlerischer Leiter bei der Kinetic Novel Planetarian und Fumio (フミオ) bei Tomoyo After. Von außen hinzugezogene Szenarioschreiber waren Leo Kashida (樫田 レオ), der bei Key an Tomoyo After und Little Busters! arbeitete, und Chika Shirokiri (城桐 央), der an Little Busters! arbeitete. Zwei neue Komponistens namens Manack und PMMK halfen bei der Musik zu Little Busters!, sowie MintJam beim Arrangement. Für Rewrite wurden außerdem zwei Autoren von außen hinzugezogen: Ryūkishi07 (竜騎士07) von 07th Expansion, bekannt als Szenarioschreiber der Sound Novel Higurashi no Naku Koro ni, und Romeo Tanaka (田中 ロミオ), bekannt als Szenarionschreiber von CROSS†CHANNEL.

### Frühere
Ein früherer Mitarbeiter war z. B. Naoki Hisaya (久弥 直樹) als einer der Hauptszenarioschreiber von Kanon, der nach dessen Fertigstellung Key verließ. OdiakeS war Komponist bei Kanon und half bei zwei Musikalben zur Air und Clannad; arbeitete aber 2004 nicht mehr mit Key zusammen. Takashi Ishikawa (イシカワ タカシ) arbeitete nur an Air als Szenarioschreiber. Seit 2000 arbeitet Ishikawa für andere Marken unter VisualArt’s. Kai (魁) und Tōya Okano (丘野 塔也) arbeiteten als Szenarioschreiber an Air und Clannad. 2004 wechselte Kai zur VisualArt’s-Marke Ram und Okano zur VisualArt’s-Marke Giant Panda. Ein anderer Szenarioschreiber, Yūichi Suzumoto (涼元 悠), arbeitete bei Key zwischen Air und Planetarian, wechselte 2004 aber zum Spieleentwickler Leaf unter dem Publisher Aquaplus. Einer der anfänglichen Computergrafiker, Miracle Mikipon (みらくる☆みきぽん), ging nach Clannad. Ab 2004 arbeitete er für die Marke Psycho unter dem Publisher Nexton, wechselte dann aber zur VisualArt’s-Marke Ham Ham Soft. Magome Togoshi (戸越 まごめ) arbeitete mit Key seit Air als wesentlicher Komponist, verließ Key aber im Oktober 2006.

## Einfluss
Nach Satoshi Todomes Shoshinsha no Tame no Gendai Gyarugē Erogē Kōza stammt Keys Einfluss auf die Erogē-Welt von vor dessen Gründung als die Gründungsmitglieder noch für Tactics unter dem Publisher Nexton arbeiteten. Angeregt durch den Erfolg von Leafs 1997 veröffentlichter Visual Novel To Heart erdachten die Entwickler von Tactics eine einfache Handlungsformel: eine lustige erste Hälfte, eine warmherzige Liebesgeschichte zur Mitte gefolgt von einer tragischen Trennung und schließlich eine emotionale Wiedervereinigung. Spiele nach diesem Schema werden als Nakigē (泣きゲー, dt. etwa: „tränenreiches Spiel“) bezeichnet und sollen den Spieler zum Weinen bringen, um nach Spielende einen größeren Eindruck zurückzulassen. Dieses Schema kam in Tactics zweitem Spiel One – Kagayaku Kisetsu e zum Tragen. Nach dessen Fertigstellung verließ das Entwicklungsteam Tactics um Key zu gründen und wendete bei mit großem Erfolg Kanon dasselbe Schema an. Der Erfolg des Nakigē-Schemas von One – Kagayaku Kisetsu e und Kanon beeinflusste andere Spieleentwickler ähnliche Spiele zu erschaffen, wie D.O. mit Kana – Imōto, KID mit Memories Off, Circus mit D. C. – Da Capo, Studio Mebius (ebenfalls Visual Art’s zugehörig) mit Snow und minori mit Wind – a breath of heart. Insgesamt wurden die Erogē daraufhin von Industrie und Kunden nicht mehr nur für simple Sex-Spiele gehalten, sondern es kam die Einsicht auf, dass diese auch eine fesselnde Handlung haben können.
Key ist eine von 17 Marken unter Visual Art’s die im Lycèe-Sammelkartenspiel von Broccoli vertreten sind. Charaktere aus Key ersten fünf Spielen kamen in den ersten 3 von 4 Visual-Art’s-Kartendecks vor, und Charaktere aus Little Busters! im 5. VisualArt’s-Kartendeck. Weiterhin bilden 7 von 55 seltenen Werbekarten Charaktere aus Key-Spielen ab. Andere im Sammelkartenspiel enthaltene, bekannte Bishōjo-Spieleentwickler sind AliceSoft, August, Leaf, Navel und Type-Moon.